# وینگر (مینه‌سوتا)
وینگر، مینه‌سوتا (به انگلیسی: Winger, Minnesota) یک شهر در ایالات متحده آمریکا است که در شهرستان پولک واقع شده‌است.

## خصوصیات
وینگر ۱٫۱۴ کیلومترمربع مساحت و ۲۲۰ نفر جمعیت دارد و ۳۷۶ متر بالاتر از سطح دریا واقع شده‌است.